# Subway to Sally/Diskografie
Diese Diskografie ist eine Übersicht über die musikalischen Werke der deutschen Band Subway to Sally. Ihre erfolgreichste Veröffentlichung ist das Videoalbum Nackt mit über 25.000 verkauften Einheiten.

## Alben

### Studioalben
| Jahr | Titel Musiklabel Katalog-Nr. Produzent(en)                                                         | Höchstplatzierung, Gesamtwochen, AuszeichnungChartplatzierungen (Jahr, Titel, Musiklabel Katalog-Nr. / Produzent[en], Platzierungen, Wochen, Auszeichnungen, Anmerkungen) | Höchstplatzierung, Gesamtwochen, AuszeichnungChartplatzierungen (Jahr, Titel, Musiklabel Katalog-Nr. / Produzent[en], Platzierungen, Wochen, Auszeichnungen, Anmerkungen) | Höchstplatzierung, Gesamtwochen, AuszeichnungChartplatzierungen (Jahr, Titel, Musiklabel Katalog-Nr. / Produzent[en], Platzierungen, Wochen, Auszeichnungen, Anmerkungen) | Anmerkungen |
| Jahr | Titel Musiklabel Katalog-Nr. Produzent(en)                                                         | DE | AT | CH | Anmerkungen |
| ---- | -------------------------------------------------------------------------------------------------- | --- | --- | --- | --- |
| 1993 | Subway to Sally Eigenvertrieb Jörg Kühn                                                            | — | — | — | Erstveröffentlichung: 1993 Demo-Album mit acht Liedern; Format: MC                                                |
| 1994 | Album 1994 / Cromdale Costbar CLCD-6305 Frank Babrikowski                                          | — | — | — | Erstveröffentlichung: 9. Januar 1994 Re-Release 2004 als LP EAN: 0718751192829; Format: CD, LP                    |
| 1995 | MCMXCV Stars In The Dark (Vielklang Musikverlag) EFA 03207-2 Sven Regener                          | — | — | — | Erstveröffentlichung: 3. März 1995 EAN: 0718750320728; Format: CD, CDR                                            |
| 1996 | Foppt den Dämon! Red Rooster (BMG Ariola) Sven Regener                                             | — | — | — | Erstveröffentlichung: 15. April 1996 EAN: 743213596525; Format: CD                                                |
| 1997 | Bannkreis BMG Ariola Ekkehardt Strauhs, Ronald Prent                                               | DE47 (2 Wo.)DE | — | — | Erstveröffentlichung: 1. September 1997 EAN: 743214917121; Format: CD                                             |
| 1999 | Hochzeit BMG Ariola Georg Kaleve, Ingo Hampf                                                       | DE29 (7 Wo.)DE | — | — | Erstveröffentlichung: 1. März 1999 EAN: 743216146826; Format: CD                                                  |
| 2001 | Herzblut Megalux (Island Records) 548 545-2 Georg Kaleve                                           | DE15 (5 Wo.)DE | AT71 (1 Wo.)AT | — | Erstveröffentlichung: 2. April 2001 Re-Release 2010 via Metal Blade Records EAN: 724381063729; Format: CD, LP     |
| 2003 | Engelskrieger Motor Music (Universal Music) 077 103-2 Aino Laos, Ralph Quick                       | DE9 (5 Wo.)DE | — | — | Erstveröffentlichung: 10. März 2003 EAN: 039841445824; Format: CD                                                 |
| 2005 | Nord Nord Ost Nuclear Blast NB 1341-2, 27361 13412 Georg Kaleve, Ingo Hampf                        | DE5 (6 Wo.)DE | AT37 (3 Wo.)AT | — | Erstveröffentlichung: 22. August 2005 EAN: 727361134129; Format: CD, DD, DVD-V                                    |
| 2007 | Bastard Nuclear Blast NB 1934-0, 27361 19340 Georg Kaleve                                          | DE7 (7 Wo.)DE | AT38 (2 Wo.)AT | — | Erstveröffentlichung: 19. Oktober 2007 EAN: 727361193409; Format: CD, CDR, LP                                     |
| 2009 | Kreuzfeuer Nuclear Blast NB 2300-2, 27361 23002 Fabio Trentini                                     | DE5 (7 Wo.)DE | AT33 (3 Wo.)AT | CH90 (1 Wo.)CH | Erstveröffentlichung: 27. März 2009 EAN: 727361230029; Format: CD, CD+DVD, LP                                     |
| 2011 | Schwarz in Schwarz StS Entertainment (Universal Music) STS 1062 Ingo Hampf, Simon Michael          | DE4 (6 Wo.)DE | AT31 (2 Wo.)AT | — | Erstveröffentlichung: 23. September 2011 LP-Veröffentlichung via Nuclear-Blast EAN: 060254739529; Format: CD, 2LP |
| 2014 | Mitgift – Mördergeschichten StS Entertainment (Universal Music) STS 1090 Ingo Hampf, Simon Michael | DE5 (6 Wo.)DE | AT17 (2 Wo.)AT | CH52 (1 Wo.)CH | Erstveröffentlichung: 14. März 2014 EAN: 4260219290388; Format: CD, CD+DVD                                        |
| 2019 | Hey! StS Entertainment (Universal Music) STS 1111/2 Ingo Hampf, Simon Michael                      | DE5 (6 Wo.)DE | AT31 (1 Wo.)AT | CH49 (1 Wo.)CH | Erstveröffentlichung: 8. März 2019 EAN: 4260219290616; Format: CD, CD+DVD, CD+12"                                 |
| 2023 | Himmelfahrt Napalm Records NPR1009 Ingo Hampf, Simon Michael                                       | DE5 (4 Wo.)DE | AT22 (1 Wo.)AT | — | Erstveröffentlichung: 24. März 2023 EAN: 840588175314; Format: CD, 2CD, LP                                        |
| 2024 | Post Mortem Napalm Records                                                                         | DE7 (2 Wo.)DE | AT69 (1 Wo.)AT | — | Erstveröffentlichung: 20. Dezember 2024 Format: CD, 2CD, LP                                                       |

### Livealben
| Jahr | Titel Musiklabel Katalog-Nr. Produzent(en)                                                     | Höchstplatzierung, Gesamtwochen, AuszeichnungChartplatzierungen (Jahr, Titel, Musiklabel Katalog-Nr. / Produzent[en], Platzierungen, Wochen, Auszeichnungen, Anmerkungen) | Höchstplatzierung, Gesamtwochen, AuszeichnungChartplatzierungen (Jahr, Titel, Musiklabel Katalog-Nr. / Produzent[en], Platzierungen, Wochen, Auszeichnungen, Anmerkungen) | Höchstplatzierung, Gesamtwochen, AuszeichnungChartplatzierungen (Jahr, Titel, Musiklabel Katalog-Nr. / Produzent[en], Platzierungen, Wochen, Auszeichnungen, Anmerkungen) | Anmerkungen |
| Jahr | Titel Musiklabel Katalog-Nr. Produzent(en)                                                     | DE | AT | CH | Anmerkungen |
| ---- | ---------------------------------------------------------------------------------------------- | --- | --- | --- | --- |
| 1997 | Brenne Ram-L Music SUB 1997                                                                    | — | — | — | Erstveröffentlichung: Oktober 1997 Konzertmitschnitt vom 8. Oktober 1997 in Kassel; Live-Bootleg; Format: CD                                 |
| 2000 | Schrei! BMG Ariola Ekkehardt Strauhs, Frank Babrikowski                                        | DE44 (3 Wo.)DE | — | — | Erstveröffentlichung: 27. März 2000 Konzertmitschnitt der Hochzeit-Tour EAN: 743217122829; Format: CD                                        |
| 2003 | Live Universal Music                                                                           | — | — | — | Erstveröffentlichung: 27. Oktober 2003 Konzertmitschnitt der Engelskrieger-Tour EAN: 0602498657720; Format: 2DVD-V                           |
| 2006 | Nackt Nuclear Blast NB 1753-2 Georg Kaleve, Ingo Hampf                                         | DE50 Gold · (2 Wo.)DE | — | — | Erstveröffentlichung: 17. November 2006 Konzertmitschnitt der gleichnamigen Akustik-Tour EAN: 727361175320; Format: CD, CD+DVD-V, DVD, DVD-V |
| 2008 | Schlachthof Nuclear Blast NB 2220-0 Simon Michael                                              | DE23 (3 Wo.)DE | — | — | Erstveröffentlichung: 5. September 2008 Konzertmitschnitt der Bastard-Tour EAN: 2736122200; Format: CD+DVD-V, BD                             |
| 2010 | Nackt II StS Entertainment (Universal Music) STS 1050 Ingo Hampf, Simon Michael                | DE40 (2 Wo.)DE | — | — | Erstveröffentlichung: 22. Oktober 2010 Konzertmitschnitt der gleichnamigen Akustik-Tour EAN: 4260219290159; Format: CD+DVD, CD+DVD-V         |
| 2017 | Neon StS Entertainment (Universal Music) STS 1100 Ingo Hampf, Simon Michael                    | DE13 (1 Wo.)DE | AT66 (1 Wo.)AT | — | Erstveröffentlichung: 10. März 2017 Konzertmitschnitt der gleichnamigen Neon-Tour EAN: 4260219290517; Format: 2CD, 2LP+CD                    |
| 2020 | Alles was das Herz will – Hey! Live StS Entertainment (Universal Music) STS 1120 Simon Michael | — | — | — | Erstveröffentlichung: 6. März 2020 Konzertmitschnitt der Hey! Tour EAN: 4260219290807; Format: 2CD                                           |
| 2021 | Eisheilige Nacht – Back to Lindenpark StS Entertainment (Universal Music) Simon Michael        | DE6 (3 Wo.)DE | — | — | Erstveröffentlichung: 18. Juni 2021 |

### Kompilationen
| Jahr | Titel Musiklabel Katalog-Nr. Produzent(en)                                               | Anmerkungen                                                     |
| ---- | ---------------------------------------------------------------------------------------- | --------------------------------------------------------------- |
| 2001 | Die Rose im Wasser BMG Ariola Georg Kaleve                                               | Erstveröffentlichung: 7. Mai 2001 EAN: 743218363320; Format: CD |
| 2010 | Kleid aus Rosen StS Entertainment (Universal Music) STS 1040 Ingo Hampf, Michael Schwabe | Erstveröffentlichung: 2010 EAN: 4260219290029; Format: CD       |

### EPs
| Jahr | Titel Musiklabel                                                    | Anmerkungen                                                                                                |
| ---- | ------------------------------------------------------------------- | --- |
| 1996 | Von Teufeln, Räubern, Narren Und Piraten Red Rooster (BMG Ariola)   | Erstveröffentlichung: 1996 Promo-EP mit vier Liedern; Format: CD                                           |
| 2015 | Mitgift AZ/MMXV Sonic Seducer                                       | Erstveröffentlichung: 20. Februar 2015 Heftbeilage des Sonic Seducer-Magazins 11/2015; Format: CD, 7″, MP3 |
| 2017 | Gloria & Glanz Sonic Seducer                                        | Erstveröffentlichung: 20. Februar 2015 Heftbeilage des Sonic Seducer-Magazins 03/2017; Format: CD, 7″, MP3 |
| 2019 | Messias / Königin der Käfer / Imperator Rex Graecorum Sonic Seducer | Erstveröffentlichung: 2019 Heftbeilage des Sonic Seducer-Magazins 2019; Format: 7″                         |
| 2023 | König der Asche Metal Hammer                                        | Erstveröffentlichung: 15. März 2023 Heftbeilage des Metal Hammer-Magazins 04/2023; Format: CD, MP3         |

## Singles
| Jahr | Titel Album                                  | Höchstplatzierung, Gesamtwochen, AuszeichnungChartplatzierungen (Jahr, Titel, Album, Platzierungen, Wochen, Auszeichnungen, Anmerkungen) | Höchstplatzierung, Gesamtwochen, AuszeichnungChartplatzierungen (Jahr, Titel, Album, Platzierungen, Wochen, Auszeichnungen, Anmerkungen) | Höchstplatzierung, Gesamtwochen, AuszeichnungChartplatzierungen (Jahr, Titel, Album, Platzierungen, Wochen, Auszeichnungen, Anmerkungen) | Anmerkungen |
| Jahr | Titel Album                                  | DE | AT | CH | Anmerkungen |
| ---- | -------------------------------------------- | --- | --- | --- | --- |
| 1997 | Zu Spät Bannkreis                            | — | — | — | Erstveröffentlichung: 1997 Format: CD                                                                                          |
| 1999 | Henkersbraut Hochzeit                        | — | — | — | Erstveröffentlichung: 1999 Format: CD                                                                                          |
| 2001 | Veitstanz Herzblut                           | — | — | — | Erstveröffentlichung: 2001 Format: CD                                                                                          |
| 2003 | Falscher Heiland Engelskrieger               | DE94 (1 Wo.)DE | — | — | Erstveröffentlichung: 3. Februar 2003 Format: CD                                                                               |
| 2003 | Unsterblich Engelskrieger                    | — | — | — | Erstveröffentlichung: 29. September 2003 Format: CD                                                                            |
| 2005 | Sieben Nord Nord Ost                         | DE45 (7 Wo.)DE | — | — | Erstveröffentlichung: 18. Juli 2005 Format: CD                                                                                 |
| 2005 | Seemannslied Engelskrieger                   | — | — | — | Erstveröffentlichung: 2005 Format: CD                                                                                          |
| 2005 | Eisblumen Engelskrieger                      | — | — | — | Erstveröffentlichung: 2005 Format: CD                                                                                          |
| 2007 | Umbra / Tanz auf dem Vulkan Bastard          | — | — | — | Erstveröffentlichung: 2007 Format: CD                                                                                          |
| 2008 | Auf Kiel Bastard                             | DE44 (5 Wo.)DE | — | — | Erstveröffentlichung: 1. Februar 2008 Format: CD                                                                               |
| 2008 | Auf Kiel (Live) Schlachthof                  | — | — | — | Erstveröffentlichung: 2008 limitierte Promo-CD; Format: CD, MP3                                                                |
| 2009 | Besser du rennst Kreuzfeuer                  | — | — | — | Erstveröffentlichung: 2019 limitierte Promo-CD; Format: CD, MP3                                                                |
| 2011 | Das Schwarze Meer Schwarz in Schwarz         | — | — | — | Erstveröffentlichung: 2011 limitierte Promo-CD; Format: CD, MP3                                                                |
| 2014 | Schwarze Seide Mitgift                       | — | — | — | Erstveröffentlichung: 2014 Format: MP3                                                                                         |
| 2018 | Königin der Käfer Hey!                       | — | — | — | Erstveröffentlichung: 6. Dezember 2018 Format: MP3                                                                             |
| 2019 | Imperator Rex Graecorum Hey!                 | — | — | — | Erstveröffentlichung: 10. Januar 2019 Format: MP3                                                                              |
| 2019 | Messias Hey!                                 | — | — | — | Erstveröffentlichung: 7. Februar 2019 Format: MP3                                                                              |
| 2020 | Kaufmann und Maid Feuer & Flamme             | — | — | — | Erstveröffentlichung: 13. November 2020 Format: MP3 mit Saltatio Mortis, Sasha, Feuerschwanz, Tanzwut, dArtagnan & Patty Gurdy |
| 2021 | So rot MMXXI Himmelfahrt (Deluxe Edition)    | — | — | — | Erstveröffentlichung: 2. Dezember 2021 Format: MP3                                                                             |
| 2022 | Was ihr wollt Himmelfahrt                    | — | — | — | Erstveröffentlichung: 15. Dezember 2022 Format: MP3                                                                            |
| 2023 | Leinen los Himmelfahrt                       | — | — | — | Erstveröffentlichung: 24. Januar 2023 Format: MP3                                                                              |
| 2023 | Ihr kriegt uns nie Himmelfahrt               | — | — | — | Erstveröffentlichung: 24. Februar 2023 Format: MP3                                                                             |
| 2023 | Weit ist das Meer Himmelfahrt                | — | — | — | Erstveröffentlichung: 23. März 2023 Format: MP3                                                                                |
| 2024 | Eisheilige Nacht Post Mortem                 | — | — | — | Erstveröffentlichung: 31. Oktober 2023 Format: MP3                                                                             |
| 2024 | Post Mortem                                  | — | — | — | Erstveröffentlichung: 6. November 2024 Format: MP3                                                                             |
| 2024 | Stahl auf Stahl (feat. Warkings) Post Mortem | — | — | — | Erstveröffentlichung: 27. November 2024 Format: MP3                                                                            |
| 2024 | Herz in der Rinde Post Mortem                | — | — | — | Erstveröffentlichung: 19. Dezember 2024 Format: MP3                                                                            |

## Musikvideos
- 1994: Where Is Lucky?
- 1995: Grabrede
- 1996: Sag dem Teufel (Regie: Tim Luna, Andreas Marschall)
- 2003: Unsterblich (Regie: Rainer Remake)
- 2005: Sieben (Regie: Irina Enders[2])
- 2007: Auf Kiel
- 2009: Besser du rennst
- 2011: Das Schwarze Meer
- 2014: Schwarze Seide (Regie: „Angst im Wald“)
- 2018: Königin der Käfer (Regie: Jenny Diehl, Artem Selennov, Alexander Dannhauser)
- 2019: Imperator Rex Graecorum (Stefan Walkowiak, Benno Frevert)
- 2019: Messias (Regie: Valerian Takashi Seethaler, Melanie Werner)
- 2020: Kaufmann und Maid (mit Saltatio Mortis, Sasha, Feuerschwanz, Tanzwut, dArtagnan, Patty Gurdy) (Regie: Robin Biesenbach, Simon Volz[3])
- 2021: So Rot MMXXI
- 2022: Was ihr wollt
- 2023: Leinen los!
- 2023: Ihr kriegt uns nie
- 2023: Weit ist das Meer
- 2023: Eisheilige Nacht (Regie: Matthias Pracht)
- 2024: Post Mortem
- 2024: Stahl auf Stahl (feat. Warkings)

## Sonderveröffentlichungen

### Samplerbeiträge
| Jahr | Titel Musiklabel Katalog-Nr.                           | Anmerkungen                                                    |
| ---- | ------------------------------------------------------ | -------------------------------------------------------------- |
| 2007 | Engelskrieger/Herzblut Universal Music STS1010         | Erstveröffentlichung: 2007 EAN: 4260219290050; Format: 2CD     |
| 2008 | MCMXCV/Foppt den Dämon! Nuclear Blast STS 1020         | Erstveröffentlichung: 2008 EAN: 727361222604; Format: 2CD      |
| 2009 | Schrei!/Engelskrieger in Berlin Nuclear Blast STS 1030 | Erstveröffentlichung: 2009 EAN: 727361237608; Format: CD+DVD-V |
| 2012 | Bannkreis/Hochzeit Universal Music STS 1080            | Erstveröffentlichung: 2012 EAN: 4260219290296; Format: 2CD     |
| 2013 | Nord Nord Ost/Bastard Nuclear Blast NB 3267-2          | Erstveröffentlichung: 2013 Format: 2CD                         |

### Remixe
| Jahr | Titel Interpretation                                                               | Anmerkungen                              |
| ---- | ---------------------------------------------------------------------------------- | ---------------------------------------- |
| 2004 | Winterborn (Subway to Sally Mix) The Crüxshadows                                   | Erstveröffentlichung: 2004               |
| 2008 | Earth Song (Subway to Sally's Ready to Kill Mix) Sara Noxx feat. Project Pitchfork | Erstveröffentlichung: 25. Januar 2008    |
| 2009 | Wolfszeit [Remix] Wolfenmond                                                       | Erstveröffentlichung: 29. September 2009 |
| 2013 | Wachstum über Alles (Epic Remix) Saltatio Mortis                                   | Erstveröffentlichung: 12. Juli 2013      |
| 2014 | See You Soon (Subway To Sally Remix) Lord of the Lost                              | Erstveröffentlichung: 2014               |

### B-Seiten, Gastbeiträge und weitere Lieder
Neben den aufgeführten Liedern, die auf Alben oder als Single veröffentlicht wurden, existieren noch weitere, weniger bekannte Titel von oder mit Beteiligung von Subway to Sally. Diese sind entweder als B-Seite auf Single-CDs oder in anderer Form veröffentlicht worden.
- After the War – Nur auf der Demo-Kassette Subway to Sally von 1993 veröffentlicht.
- Amazing Grace – Ein Instrumentalstück, das während einiger Konzerte im Jahre 1998 von der Band gespielt und nur durch das illegale Bootleg „Brenne“ vermarktet wurde.
- Birthday – Nur auf der Demo-Kassette Subway to Sally von 1993 veröffentlicht.
- Bruder – Erstmals während der Nackt II Akustiktour live gespielt und auf der Live-CD zu Nackt II erschienen.
- Der Fluch – Geschrieben von Ingo Hampf und Markus Frost, vertont von Eric Fish (Gesang), Bodenski (Gitarre) und Adorned Brood, veröffentlicht auf deren Album Erdenkraft 2002.
- Finster, Finster – Im Jahr 2006 nahm Subway to Sally für das Edgar-Allan-Poe-Hörbuch Visionen ein Lied auf. Der Titel lautet „Finster, Finster“ und steht in Verbindung zum Werk Der Rabe von Poe. Dieses Lied ist bisher ausschließlich auf dieser CD zu hören und sonst nicht erhältlich.
- Gonna Change the World – Nur auf der Demo-Kassette Subway to Sally von 1993 veröffentlicht.
- Horo – Ein Chorgesang, der von der Band nur live praktiziert wird. Er ist nur durch die Konzertmitschnitte der Live-Alben (bzw. DVDs) Schrei! und Nackt im Handel erhältlich. Von Eric Fish's Vorgängerprojekt Catriona vertont findet sich außerdem eine Version auf deren Album „Rightful King“ aus dem Jahre 1990.
- Im Feuertal – offizielle Hymne vom 10-jährigen Jubiläum des Feuertal Festivals von 2014. Die Single, die eine gesungene und eine instrumentale Version enthält, ist von Eric Fish getextet und komponiert sowie unter seinem Namen veröffentlicht worden. Eingespielt worden ist sie mit Ingo Hampf (E-Gitarre und Bass), Simon Michael (Schlagzeug) und B. Deutung (Cello).
- It's After Dark – Hymne des Wacken Open Airs 2009, zum Abschluss des Festivals ausschließlich von Subway to Sally live gespielt und als Studioversion auf ihrer offiziellen Homepage veröffentlicht.
- IX – Coversong des gleichnamigen Liedes der Band Saltatio Mortis, erschienen auf deren CD2 des Albums „Zirkus Zeitgeist“.
- Jericho – Hierbei handelt es sich um ein Instrumentalstück, das auf der Single Sieben erschienen ist. Es wurde jedoch für das Lied Das Rätsel II, das wiederum auf dem Album Nord Nord Ost zu finden ist, in der Grundmelodie weiterverwendet. Nur das Trompetensolo zu Beginn (sowie gegen Ende), das an die „Trompeten von Jericho“ erinnern soll, wurde nicht in den Albumsong integriert.
- Kaltes Herz – Erschienen auf der Single Sieben und auf dem Album Best of Subway to Sally Kleid aus Rosen.
- Mary Bell – Ein ursprünglich aus der Mitgift-Produktion stammendes Lied, das von Simon Michael komponiert und dessen Text von Bodenski geschrieben wurde. Die Band Oomph! adaptierte das Stück für ihr Album „XXV“, an welchem darüber hinaus Simon Michael als Komponist, Texter, Musiker (Piano) und Produzent, Bodenski als Texter und Komponist sowie Frau Schmitt als Musikerin (Violine und Viola) mitgewirkt haben.
- Minne Duett – Das Lied wurde von Ingo Hampf, Eric Fish und Bodenski geschrieben. Es handelt sich dabei um die Fortsetzung des Liedes Minne und hat eine ähnliche Melodie. Erschienen ist es auf dem Album „Von den Elben“ der Band Faun. Gesungen wird es von Eric Fish und der Faun-Sängerin Katja Moslehner.
- Mitgift – Erschienen auf den EPs Mitgift AZ/MMXV und Gloria & Glanz, stammt aus der gleichnamigen Albumproduktion.
- Say Say Say – Nur auf der Demo-Kassette Subway to Sally von 1993 veröffentlicht.
- Sin – Nine-Inch-Nails-Cover gemeinsam mit Lord of the Lost, erschienen auf der EP Eisheilige Nacht 2016.
- Spielmann – Ebenfalls ein allein für die Nackt II Akustiktour konzipiertes Stück.
- Stimmen – Erschienen auf der Single Auf Kiel
- Unter dem Eis – Ein unveröffentlichtes Lied aus der Nord Nord Ost-Produktion, über das Bodenski 2005 in einem Interview knapp berichtete, dass es von einem Monster handle, das unter dem Eis gefangen sei. Der Text wurde in stark modifizierter Form für den gleichnamigen Song der Band Eisblume im Jahr 2008 als Vorlage verwendet.
- Vergebung – Ein aus der Produktion des Albums Bastard stammendes Lied, das aus unbekannten Gründen nicht seinen Platz auf dem Album fand. Jedoch lässt sich vermuten, dass die Band zu der Zeit davon ausging, es sei ein thematisch unpassendes Stück. Es wurde auf Eric Fishs Soloalbum Gegen den Strom veröffentlicht.
- Warte auf mich – Das Lied wurde von Ingo Hampf und Bodenski geschrieben. Erschienen ist es auf dem Album „Von den Elben“ der Band Faun.

## Statistik

### Chartauswertung
|                     | DE     | AT     | CH    |
| ------------------- | ------ | ------ | ----- |
| Nummer-eins-Alben   | DE—DE  | AT—AT  | CH—CH |
| Top-10-Alben        | DE10DE | AT—AT  | CH—CH |
| Alben in den Charts | DE18DE | AT10AT | CH3CH |

|                       | DE    | AT    | CH    |
| --------------------- | ----- | ----- | ----- |
| Nummer-eins-Singles   | DE—DE | AT—AT | CH—CH |
| Top-10-Singles        | DE—DE | AT—AT | CH—CH |
| Singles in den Charts | DE3DE | AT—AT | CH—CH |

### Auszeichnungen für Musikverkäufe
Anmerkung: Auszeichnungen in Ländern aus den Charttabellen bzw. Chartboxen sind in ebendiesen zu finden.
| Land/RegionAuszeichnungen für Musikverkäufe (Land/Region, Auszeichnungen, Verkäufe, Quellen) | Gold  | Platin | Verkäufe | Quellen           |
| -------------------------------------------------------------------------------------------- | ----- | ------ | -------- | ----------------- |
| Deutschland (BVMI)                                                                           | Gold1 | —      | 25.000   | musikindustrie.de |
| Insgesamt                                                                                    | Gold1 | —      |          |                   |